# Casinaria coloradensis
Casinaria coloradensis är en stekelart som beskrevs av Walley 1947. Casinaria coloradensis ingår i släktet Casinaria och familjen brokparasitsteklar. Inga underarter finns listade.